# 1969年イタリアグランプリ
1969年イタリアグランプリ (1969 Italian Grand Prix) は、1969年のF1世界選手権第8戦として、1969年9月7日にモンツァ・サーキットで開催された。
ジャッキー・スチュワートがレースを制し、3戦を残して初のドライバーズチャンピオンを決め、マトラに初のコンストラクターズチャンピオンをもたらした。優勝したスチュワートから4位のブルース・マクラーレンまで0.19秒差という最も僅差のレースとなった。

## 背景
前戦ドイツGPから1ヶ月経過したが、この間にオウルトン・パークで非選手権レースのインターナショナル・ゴールドカップが開催され、ブラバムのジャッキー・イクスが優勝した。ヨアキム・ボニエは同レースでアクシデントを起こして負傷した。
フェラーリは、水平対向12気筒エンジン搭載の新車312Bのテスト走行に集中するため前戦ドイツGPを欠場し、ホームグランプリとなる本レースのデビューを目指した。パワーは従来のV12エンジンを上回り、エースのクリス・エイモンも312Bに期待を寄せていたが、トラブルが続出したことにうんざりしたエイモンはそのままチームを去ってしまった。312Bはテスト最終日にもクランクシャフトが壊れ、本レースの出走は不可能となった。

## エントリー
フェラーリは新車312Bが出走できなくなったため、従来型の312を1台だけ出走させることになった。ドライバーには地元出身の元F2ドライバーであるエルネスト・ブランビラが起用された。ブラバムはオーナーのジャック・ブラバムが手首の負傷から復帰した。一方、プライベーターのヨアキム・ボニエは前述したオウルトン・パークでの負傷のため欠場した。ロータスは四輪駆動車の63をジョン・マイルズに与えた。マトラも四輪駆動車のMS84をジョニー・セルボ＝ギャバンに与える予定だったが取りやめた。

### エントリーリスト
| チーム                                                      | No. | ドライバー                                  | コンストラクター | シャシー | エンジン                         | タイヤ |
| ----------------------------------------------------------- | --- | ------------------------------------------- | ---------------- | -------- | -------------------------------- | ------ |
| ゴールドリーフ・チーム・ロータス                            | 2   | グラハム・ヒル                              | ロータス         | 49B      | フォード・コスワース DFV 3.0L V8 | F      |
| ゴールドリーフ・チーム・ロータス                            | 4   | ヨッヘン・リント                            | ロータス         | 49B      | フォード・コスワース DFV 3.0L V8 | F      |
| ゴールドリーフ・チーム・ロータス                            | 6   | ジョン・マイルズ                            | ロータス         | 63       | フォード・コスワース DFV 3.0L V8 | F      |
| スクーデリア・フェラーリ SpA SEFAC                          | 8   | クリス・エイモン 1                          | フェラーリ       | 312B     | フェラーリ 3.0L F12              | F      |
| スクーデリア・フェラーリ SpA SEFAC                          | 10  | ペドロ・ロドリゲス エルネスト・ブランビラ 2 | フェラーリ       | 312/69   | フェラーリ 255C 3.0L V12         | F      |
| オーウェン・レーシング・オーガニゼーション                  | 12  | ジャッキー・オリバー                        | BRM              | P139     | BRM P142 3.0L V12                | D      |
| オーウェン・レーシング・オーガニゼーション                  | 14  | ジョン・サーティース                        | BRM              | P139     | BRM P142 3.0L V12                | D      |
| ブルース・マクラーレン・モーターレーシング                  | 16  | デニス・ハルム                              | マクラーレン     | M7A      | フォード・コスワース DFV 3.0L V8 | G      |
| ブルース・マクラーレン・モーターレーシング                  | 18  | ブルース・マクラーレン                      | マクラーレン     | M7C      | フォード・コスワース DFV 3.0L V8 | G      |
| マトラ・インターナショナル                                  | 20  | ジャッキー・スチュワート                    | マトラ           | MS80     | フォード・コスワース DFV 3.0L V8 | D      |
| マトラ・インターナショナル                                  | 22  | ジャン＝ピエール・ベルトワーズ              | マトラ           | MS80     | フォード・コスワース DFV 3.0L V8 | D      |
| マトラ・インターナショナル                                  | 24  | ジョニー・セルボ＝ギャバン 3                | マトラ           | MS84     | フォード・コスワース DFV 3.0L V8 | D      |
| モーターレーシング・ディベロップメンツ・リミテッド          | 26  | ジャッキー・イクス                          | ブラバム         | BT26A    | フォード・コスワース DFV 3.0L V8 | G      |
| モーターレーシング・ディベロップメンツ・リミテッド          | 28  | ジャック・ブラバム                          | ブラバム         | BT26A    | フォード・コスワース DFV 3.0L V8 | G      |
| ロブ・ウォーカー/ジャック・ダーラッシャー・レーシングチーム | 30  | ジョー・シフェール                          | ロータス         | 49B      | フォード・コスワース DFV 3.0L V8 | F      |
| フランク・ウィリアムズ・レーシングカーズ                    | 32  | ピアス・カレッジ                            | ブラバム         | BT26A    | フォード・コスワース DFV 3.0L V8 | D      |
| エキュリー・ボニエ                                          | 34  | ヨアキム・ボニエ 4                          | ロータス         | 49B      | フォード・コスワース DFV 3.0L V8 | F      |
| シルビオ・モーザー・レーシングチーム                        | 36  | シルビオ・モーザー                          | ブラバム         | BT24     | フォード・コスワース DFV 3.0L V8 | G      |
| ソース:                                                     |     |                                             |                  |          |                                  |        |

追記
- ^1 - エイモンはマシンが準備できず欠場[6][4]
- ^2 - ブランビラは予選初日のみ。以後はロドリゲスに交代[4]
- ^3 - セルボ＝ギャバンはエントリーのみ[6]
- ^4 - ボニエは負傷のため欠場[2]

## 予選
唯一となったフェラーリ・312を走らせたエルネスト・ブランビラだったが、圧倒的に速いモンツァでF1デビューを果たすことに怖気づき、金曜の予選初日を終えた後、ペドロ・ロドリゲスにシートを明け渡してしまった。
ヨッヘン・リントがポールポジションを獲得し、2番手のデニス・ハルムとともにフロントローを占めた。初のドライバーズチャンピオンに王手をかけたジャッキー・スチュワートは3番手で、フランク・ウィリアムズ・レーシングカーズからブラバムを駆るピアス・カレッジとともに2列目を分け合い、3列目はブルース・マクラーレンとジャン＝ピエール・ベルトワーズが占めた。前年度王者のグラハム・ヒルは9番手、土曜から出走したロドリゲスは12番手、前戦ドイツGPの勝者ジャッキー・イクスは2度のエンジントラブルにより最下位に終わった。

### 予選結果
| 順位    | No. | ドライバー                     | コンストラクター      | タイム  | 差     | グリッド |
| ------- | --- | ------------------------------ | --------------------- | ------- | ------ | -------- |
| 1       | 4   | ヨッヘン・リント               | ロータス-フォード     | 1:25.48 | -      | 1        |
| 2       | 16  | デニス・ハルム                 | マクラーレン-フォード | 1:25.69 | +0.21  | 2        |
| 3       | 20  | ジャッキー・スチュワート       | マトラ-フォード       | 1:25.82 | +0.34  | 3        |
| 4       | 32  | ピアス・カレッジ               | ブラバム-フォード     | 1:26.48 | +1.00  | 4        |
| 5       | 18  | ブルース・マクラーレン         | マクラーレン-フォード | 1:26.48 | +1.00  | 5        |
| 6       | 22  | ジャン＝ピエール・ベルトワーズ | マトラ-フォード       | 1:26.72 | +1.24  | 6        |
| 7       | 28  | ジャック・ブラバム             | ブラバム-フォード     | 1:26.90 | +1.42  | 7        |
| 8       | 30  | ジョー・シフェール             | ロータス-フォード     | 1:27.04 | +1.56  | 8        |
| 9       | 2   | グラハム・ヒル                 | ロータス-フォード     | 1:27.31 | +1.83  | 9        |
| 10      | 14  | ジョン・サーティース           | BRM                   | 1:27.40 | +1.92  | 10       |
| 11      | 12  | ジャッキー・オリバー           | BRM                   | 1:28.40 | +2.92  | 11       |
| 12      | 10  | ペドロ・ロドリゲス             | フェラーリ            | 1:28.47 | +2.99  | 12       |
| 13      | 36  | シルビオ・モーザー             | ブラバム-フォード     | 1:28.51 | +3.03  | 13       |
| 14      | 6   | ジョン・マイルズ               | ロータス-フォード     | 1:30.56 | +5.08  | 14       |
| 15      | 10  | エルネスト・ブランビラ         | フェラーリ            | 1:30.86 | +5.38  | DNS 1    |
| 16      | 26  | ジャッキー・イクス             | ブラバム-フォード     | 1:37.06 | +11.58 | 15       |
| ソース: |     |                                |                       |         |        |          |

追記
- ^1 - No.10はブランビラからロドリゲスに交代[4]

## 決勝
フェラーリの不振にもかかわらず多くの観客が詰めかけ、例年にも増して激しいスリップストリーム合戦が終始繰り広げられ、レースは大いに盛り上がった。
当時のモンツァにはシケインがなく、直線スピードを重視するためにウィングを装着しないマシンもある中、ジャッキー・スチュワート、ヨッヘン・リント、デニス・ハルム、ピアス・カレッジ、グラハム・ヒル、ブルース・マクラーレン、ジャン＝ピエール・ベルトワーズ、ジョー・シフェールの8台が一塊となって首位を争った。ハルムは最終的にブレーキの故障で、シフェールはエンジンの故障で脱落した。カレッジも燃料供給の問題で首位を争う5台から引き離されていった。ヒルは残り5周でドライブシャフトが壊れてリタイアしたため、最後まで首位を争ったのは4台となった。最終ラップでスチュワートはリントとのリードを失うものの取り戻し、ベルトワーズは最終コーナーのパラボリカで2台の前に出たが大きく膨らんでしまい、最後のホームストレートでスチュワートとリントに抜かれた。優勝したスチュワートと2位のリントの差は0.08秒、3位のベルトワーズと0.17秒、4位のマクラーレンと0.19秒という大接戦だったが、その中でトップを多く走ったのはスチュワートであり、彼の頭脳的な勝利であった。フェラーリのペドロ・ロドリゲスは6位に入賞したが、優勝したスチュワートよりも2周遅れであった。
スチュワートは6勝目を挙げ、アメリカ大陸での3戦を残して早々と初のドライバーズチャンピオンの座を射止めた。

### レース結果
| 順位    | No. | ドライバー                     | コンストラクター      | 周回数 | タイム/リタイア原因 | グリッド | ポイント |
| ------- | --- | ------------------------------ | --------------------- | ------ | ------------------- | -------- | -------- |
| 1       | 20  | ジャッキー・スチュワート       | マトラ-フォード       | 68     | 1:39:11.26          | 3        | 9        |
| 2       | 4   | ヨッヘン・リント               | ロータス-フォード     | 68     | +0.08               | 1        | 6        |
| 3       | 22  | ジャン＝ピエール・ベルトワーズ | マトラ-フォード       | 68     | +0.17               | 6        | 4        |
| 4       | 18  | ブルース・マクラーレン         | マクラーレン-フォード | 68     | +0.19               | 5        | 3        |
| 5       | 32  | ピアス・カレッジ               | ブラバム-フォード     | 68     | +33.44              | 4        | 2        |
| 6       | 10  | ペドロ・ロドリゲス             | フェラーリ            | 66     | +2 Laps             | 12       | 1        |
| 7       | 16  | デニス・ハルム                 | マクラーレン-フォード | 66     | +2 Laps             | 2        |          |
| 8       | 30  | ジョー・シフェール             | ロータス-フォード     | 64     | エンジン            | 8        |          |
| 9       | 2   | グラハム・ヒル                 | ロータス-フォード     | 63     | ハーフシャフト      | 9        |          |
| 10      | 26  | ジャッキー・イクス             | ブラバム-フォード     | 61     | 燃料切れ            | 15       |          |
| NC      | 14  | ジョン・サーティース           | BRM                   | 60     | 規定周回数不足      | 10       |          |
| Ret     | 12  | ジャッキー・オリバー           | BRM                   | 48     | 油圧                | 11       |          |
| Ret     | 36  | シルビオ・モーザー             | ブラバム-フォード     | 9      | 燃料漏れ            | 13       |          |
| Ret     | 28  | ジャック・ブラバム             | ブラバム-フォード     | 6      | オイル漏れ          | 7        |          |
| Ret     | 6   | ジョン・マイルズ               | ロータス-フォード     | 3      | エンジン            | 14       |          |
| DNS     | 10  | エルネスト・ブランビラ         | フェラーリ            |        | ロドリゲスに交代    |          |          |
| ソース: |     |                                |                       |        |                     |          |          |

ファステストラップ
- ジャン＝ピエール・ベルトワーズ - 1:25.2（64周目）

ラップリーダー
太字は最多ラップリーダー
- ジャッキー・スチュワート - 58周 (Lap 1-6, 9-17, 19-24, 28-30, 33, 35-36, 38-68)
- ヨッヘン・リント - 7周 (Lap 7, 25-27, 31, 34, 37)
- デニス・ハルム - 1周 (Lap 8)
- ピアス・カレッジ - 2周 (Lap 18, 32)

## 第8戦終了時点のランキング
|         | 順位 | ドライバー                     | ポイント |
| ------- | ---- | ------------------------------ | -------- |
|         | 1    | ジャッキー・スチュワート       | 60       |
| 1       | 2    | ブルース・マクラーレン         | 24       |
| 1       | 3    | ジャッキー・イクス             | 22       |
|         | 4    | グラハム・ヒル                 | 19       |
| 1       | 5    | ジャン＝ピエール・ベルトワーズ | 16       |
| ソース: |      |                                |          |

|         | 順位 | コンストラクター      | ポイント |
| ------- | ---- | --------------------- | -------- |
|         | 1    | マトラ-フォード       | 60       |
| 1       | 2    | ロータス-フォード     | 34       |
| 1       | 3    | ブラバム-フォード     | 30       |
|         | 4    | マクラーレン-フォード | 27 (29)  |
|         | 5    | フェラーリ            | 5        |
| ソース: |      |                       |          |

- 注:  トップ5のみ表示。前半6戦のうちベスト5戦及び後半5戦のうちベスト4戦がカウントされる。ポイントは有効ポイント、括弧内は総獲得ポイント。